# 2-Метилпропанол-1
2-Метилпропанол-1 (изобутиловый спирт, изобутанол) — спирт с формулой (CH3)2CHCH2OH, бесцветная, горючая жидкость с характерным запахом. В основном используется в качестве растворителя. Изомерен другим бутиловым спиртам: бутанолу-1, бутанолу-2, 2-метилпропанолу-2.

## Производство
Промышленное получение 2-метилпропанола-1 сводится к использованию трёх методов: 
- гидроформилирования пропена (оксосинтез),
- каталитического гидрирования оксида углерода(II),
- реакции гомологизации[5].

Первый метод основан на реакции пропилена с монооксидом углерода и водородом в присутствии кобальтового катализатора при температуре 100—180 °C и давлении 20—30·106 Па. При этом в качестве продуктов одновременно образуются бутаналь и 2-метилпропаналь, соотношение которых в данных условиях составляет 3 : 1. Современные процессы, в которых применяется катализатор на основе модифицированного родия, имеют бо́льшую селективность, давая 92—95 % бутаналя. В то же время использование немодифицированного родия приводит к 50 % содержанию 2-метилпропаналя в конечной смеси продуктов. Дальнейшее гидрирование 2-метилпропаналя даёт изобутиловый спирт.
2-Метилпропанол-1 может быть также получен в реакции пропилена с монооксидом углерода и водой. Данный процесс был разработан Реппе в 1942 году. В ходе этой реакции спирт образуется непосредственно из алкена, однако, как и в случае первого метода, образуется смесь двух изомерных спиртов.
Компания BASF разработала способ получения изобутилового спирта, основанный на каталитическом гидрировании монооксида углерода и приводящий к образованию смеси, содержащей 50 % метанола и 11—14 % 2-метилпропанола-1, а также другие продукты. BASF прекратила производить изобутиловый спирт этим методом после разработки оксосинтеза и нефтехимического пути синтеза изобутанола.

## Физические свойства
Изобутиловый спирт является бесцветной горючей жидкостью с характерным запахом. Он полностью смешивается с распространёнными органическими растворителями. Его растворимость в воде составляет 8,5 % мас. при 20 °C, 7,5 % мас. при 30 °C, тогда как концентрация насыщенного раствора воды в изобутиловом спирте составляет 15 % мас. при 20 °C и 17,3 % мас. при 30 °C. Изобутиловый спирт образует азеотропные смеси с водой и толуолом, содержащие 67-70 % и 44,5 % изобутилового спирта и кипящие при 89,8 °C и 101,2 °C соответственно.

## Химические свойства
Дегидратация изобутилового спирта является хорошо разработанным промышленным процессом. Её проводят в присутствии γ-оксида алюминия при 300—350 °C с практически полной конверсией и выходом изобутилена более 90 %. Изобутиловый спирт может быть дегидрирован в присутствии оксида марганца(IV) MnO2, диоксида селена SeO2 и даже в отсутствие окислителей. Его превращение в изомасляную кислоту под действием стандартных окисляющих систем. В присутствии кислотных катализаторов 2-метилпропанол-1 может образовывать сложные эфиры с карбоновыми кислотами.

## Применение
Изобутиловый спирт применяется в различных областях и, благодаря низкой стоимости, может служить заменой бутанолу-1. Он используется в качестве растворителя, добавки к нитроцеллюлозе и резинам, осушителя, компонента чернил для печати. Может входить в состав лаков, средств для удаления краски, духов, гидравлической жидкости.

## Безопасность
Самая низкая опубликованная летальная доза для изобутилового спирта составляет 2460 мг/кг (крысы, перорально) и 3400 мг/кг (кролики, через кожу), что свидетельствует о низкой токсичности при локальном воздействии. Летальная концентрация составляет 1330 мг/л (рыбы, 96 ч). Наркотическая доза для мышей равна 6400 м. д. в течение 136 ч. Изобутиловый спирт вызывает раздражение слизистой глаз и кожных покровов у кроликов. Исследования показали, что изобутиловый спирт может иметь канцерогенное действие.
Изобутиловый спирт токсичен. Максимально разовая ПДК = 10 мг/м3.